# 井口站 (重慶市)
井口站是位于重庆市沙坪坝区井口街道的一个铁路车站，邮政编码400700。有渝怀铁路、渭井线、井西线经过该站，现不办理客货运业务。车站位于井口嘉陵江双线特大桥西引桥，站场大部分位于高架上，另有宁蓉线正线上跨站场西侧。车站隶属成都铁路局重庆北车务段，是五等中间站。

## 历史

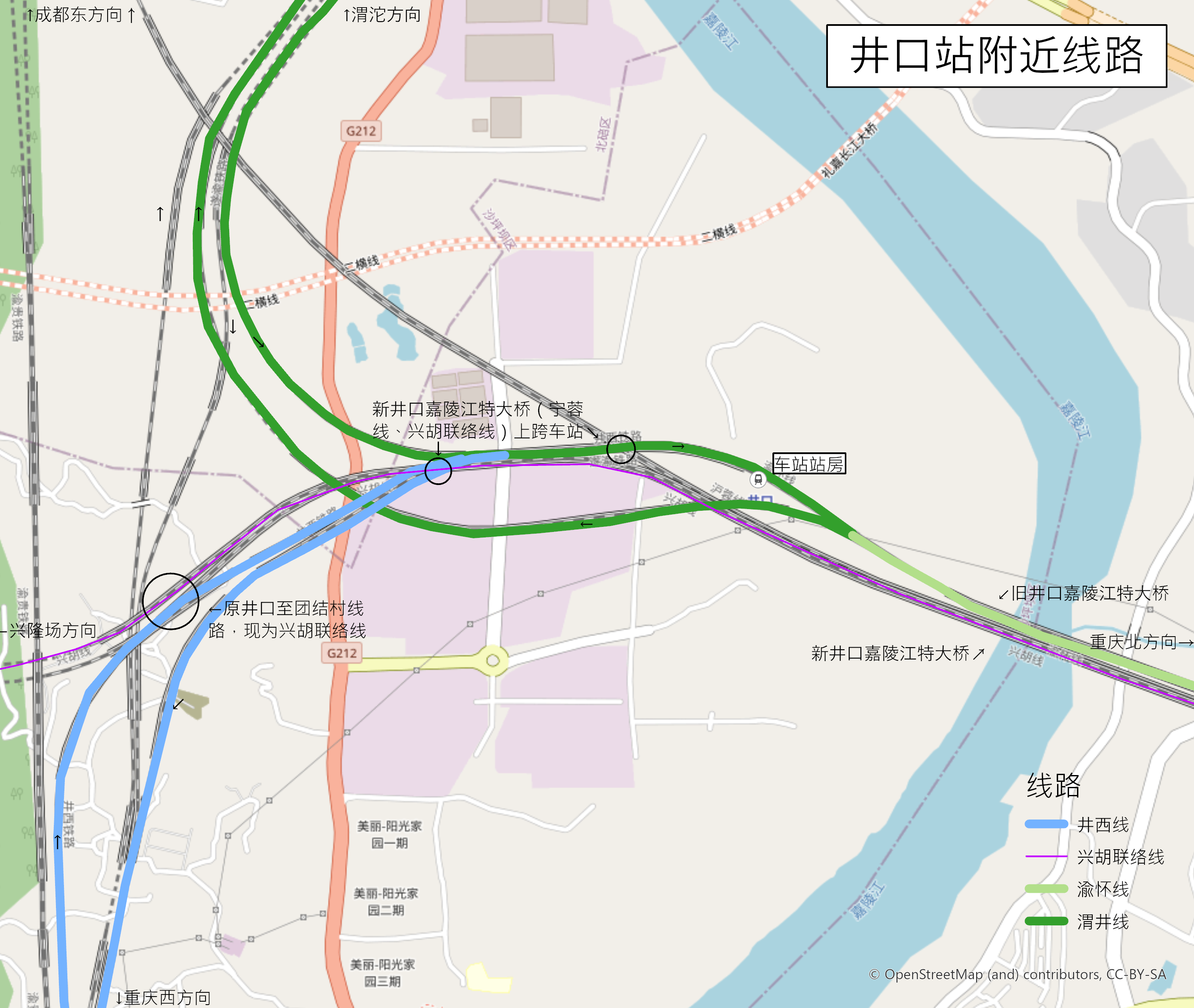
井口站附近线路

井口站最初作为渝怀铁路的中间站，西连襄渝铁路团结村站和回龙坝站，同时本站作为重庆铁路枢纽的接轨站接入遂渝铁路。2006年1月本站随渝怀铁路和遂渝铁路货运开通而投用；当年11月起曾有重庆北-遂宁慢车8613/4次在本站办理客运业务，但该列车于2007年4月便已停运。2009年襄渝二线重庆枢纽工程（磨心坡-重庆北）开通，本站至蔡家区间实现复线化；2010年8月本站开通经歌乐山往原重庆东的联络线。
2014年7月渝利货线（现兴胡联络线）及新井口嘉陵江特大桥开通，本站不再有货车经过，同时本站成为渝怀铁路起点站，往团结村站及兴隆场站的线路被拆除。2015年重庆北站北广场及兰渝铁路渭沱-重庆北区间（后该区间被编入宁蓉线）通车后，成遂渝动车在该区间改走新线，不再经过本站，原遂渝铁路/襄渝二线渭沱-井口段亦更名为渭井线。成渝客运专线施工期间，铁路部门新建井口至歌乐山联络右线，使得本站至歌乐山区间实现复线化；成渝高铁通车后，重庆北站始发终到的本线列车经由本站及井西联络线、井西线至运行至半边山线路所汇入成渝高铁正线。